# Movimiento de Salvación Patriótica
El Movimiento de Salvación Patriótica (en árabe: الحركة الوطنية للإنقاذ, francés: Mouvement patriotique du salut, MPS) es un partido político de Chad, ocupó el gobierno de ese país hasta que murió el presidente Idriss Déby.

## Historia
Después de que Idriss Déby, un comandante del ejército que participó en un intento fallido contra el presidente Hissène Habré en 1989, huyó a Sudán, él y sus partidarios, conocidos como el Movimiento del 1 de abril, operaron desde Sudán con respaldo libio y llevaron a cabo ataques a través de la frontera hacia Chad. El MPS fue fundado en Sudán el 10 de marzo de 1990 a través de la fusión del Movimiento del 1 de abril con otros grupos anti-Habre en el exilio. Después de una ofensiva exitosa en noviembre de 1990, Déby y el MPS llegaron al poder el 2 de diciembre de 1990, cuando sus fuerzas entraron en Yamena, la capital de Chad.
Déby fue el candidato del MPS en las elecciones presidenciales de 1996 y ganó en una segunda ronda.Fue nuevamente el candidato del MPS en las elecciones presidenciales del 20 de mayo de 2001, recibiendo el 63,2% de los votos. En las elecciones parlamentarias celebradas el 21 de abril de 2002, el MPS ganó según la UIP Parline 113 de 155 asientos. En las elecciones presidenciales de mayo de 2006, Déby fue reelegido con el 64.7% de los votos.

## Historia electoral

### Elecciones presidenciales
| Año  | Candidato         | Votos (primera vuelta) | %      | Votos (segunda vuelta) | %     | Resultados |
| ---- | ----------------- | ---------------------- | ------ | ---------------------- | ----- | ---------- |
| 1996 | Idriss Déby       | 1.016.277              | 43.83% | 2.102.907              | 69.9% | Electo     |
| 2001 | Idriss Déby       | 1.533.509              | 64.17% | –                      | –     | Electo     |
| 2006 | Idriss Déby       | 1.863.042              | 64.67% | –                      | –     | Electo     |
| 2011 | Idriss Déby       | 2.503.813              | 88.66% | –                      | –     | Electo     |
| 2016 | Idriss Déby       | 2,219,352              | 59.92% | –                      | –     | Electo     |
| 2021 | Idriss Déby       | 3,663,431              | 79.32% | –                      | –     | Electo     |
| 2024 | Mahamat Déby Itno | 3,784,360              | 61.00% | -                      | -     | Electo     |

### Elecciones Parlamentarias
| Año de la elección | Líder            | Número de votos recibidos | Porcentaje de votos | Número de votos recibidos | Porcentaje de votos | Número de escaños |
| Año de la elección | Líder            | Primera Vuelta            | Primera Vuelta      | Segunda Vuelta            | Segunda Vuelta      | Número de escaños |
| ------------------ | ---------------- | ------------------------- | ------------------- | ------------------------- | ------------------- | ----------------- |
| 1997               | Desconocido      | 504,045                   | 40.0                |                           | 34.4%               | 65 / 125          |
| 2002               | Nagoum Yamassoum | No publicado              | No publicado        | -                         | -                   | 113 / 155         |
| 2011               | Haroun Kabadi    | No publicado              | No publicado        | -                         | -                   | 134 / 187         |